# Studio Uno

Studio Uno était une émission de télévision de variétés dirigée par Antonello Falqui, produite par la Rai et diffusée sur la chaîne Rai 1  entre 1961 et 1966. La première émission a été diffusée le 21 octobre 1961.

## Description
Animé à l'origine par Antonello Falqui et Guido Sacerdote, les textes ont été rédigés par la suite par d'autres auteurs dans les différentes éditions, dont Pipolo et Dino Verde.
l'émission est entrée dans l'imaginaire collectif en tant que prototype du spectacle de « divertissement léger »  de la télévision noir et blanc des années 1960.

## Éditions
| Année     | Nombre émissions | Période                 | Auteurs                                   | Animateurs et artistes |
| --------- | ---------------- | ----------------------- | ----------------------------------------- | --- |
| 1961-1962 | 12               | 21 octobre - 13 janvier | Sacerdote - Verde                         | Mina, Marcel Amont, Sœurs Kessler , Bluebell Girls, Don Lurio, Quartetto Cetra, Mac Ronay, Renata Mauro, Emilio Pericoli       |
| 1962-1963 | 12               | 22 décembre - 16 mars   | Sacerdote - Verde - Falqui                | Walter Chiari, Zizi Jeanmaire, Quartetto Cetra, Don Lurio, Bluebell Girls, Rita Pavone, Giancarlo Cobelli, Dany Saval          |
| 1965      | 12               | 13 février - 1er mai    | Falqui - Sacerdote - Castellano et Pipolo | Mina, Luciano Salce, Lelio Luttazzi, Paolo Panelli, Sœurs Kessler, Milly                                                       |
| 1966      | 12               | 12 février - 25 juin    | Falqui - Sacerdote - Lina Wertmüller      | Lelio Luttazzi, Sandra Milo, Luciano Salce, Ornella Vanoni, Rita Pavone, Sœurs Kessler , Mina, Caterina Caselli, Franca Valeri |

## Postérité
La mini-série télévisée C'era una volta Studio Uno, diffusée sur Rai 1 les 13 et 14 février 2017, évoque sous une forme fictive les événements de la naissance et du succès du spectacle.